# Jorois
Jorois (finska: Joroinen) är en kommun i landskapet Norra Savolax i Finland. Jorois har 4 624 invånare och har en yta på 711,76 km². Före 2021 hörde kommunen till Södra Savolax.
Jorois är enspråkigt finskt, men har en betydande finlandssvensk kultur med sina traditioner.
Grannkommuner är Juva, Leppävirta, Pieksämäki, Rantasalmi och Varkaus.

## Geografi
Några egendomar i kommunen är Braseborg (fi. Joroisniemi), Forsgård (fi. Koskenhovi), Stendal (fi. Tientaali) och Örnevik (fi. Paajala).

## Politik

### Mandatfördelning i Jorois kommun, valen 1976–2021
| 4 | 7 |  | 10 | 2 | 3 |

| 4 | 7 | 11 | 2 | 3 |

| 2 | 8 |  |  | 11 |  | 3 |

| 3 | 7 |  |  | 10 | 2 | 3 |

| 3 | 7 | 2 | 4 | 9 | 2 |

| 2 | 6 |  | 5 | 11 | 2 |

|  | 6 | 5 | 11 | 3 |  |

|  | 7 | 4 | 10 | 3 | 2 |

| 16 | 11 |

|  | 5 | 10 | 8 |  | 2 |

| 19 | 8 |

|  | 6 | 8 |  | 10 |  |

| 16 | 11 |

| 6 | 6 |  | 12 |  |  |

| 15 | 12 |

| 6 | 3 | 8 | 1 | 3 |

| 11 | 10 |

## Turism
För turister finns möjlighet att spela golf, fiska, jaga, rida, ro och paddla. Övriga sevärdheter är kyrkan, Karhulahti museum, gamla mejeriet, hantverkscentrum, Torstila och Järvikylä herrgårdar, försvarsmuseet, hyttruiner och Kotkanpolku naturled.

## Demografi

### Befolkningsutveckling
| Befolkningsutvecklingen i Jorois kommun 1975–2020                                                            | Befolkningsutvecklingen i Jorois kommun 1975–2020 | Befolkningsutvecklingen i Jorois kommun 1975–2020 | Befolkningsutvecklingen i Jorois kommun 1975–2020 | Befolkningsutvecklingen i Jorois kommun 1975–2020 |
| --- | ------------------------------------------------- | ------------------------------------------------- | ------------------------------------------------- | ------------------------------------------------- |
| |                                                   |                                                   |                                                   |                                                   |
| År |                                                   |                                                   | Folkmängd                                         |                                                   |
| 1975 | 1975                                              |                                                   | 6 214                                             |                                                   |
| 1980 | 1980                                              |                                                   | 6 239                                             |                                                   |
| 1985 | 1985                                              |                                                   | 6 270                                             |                                                   |
| 1990 | 1990                                              |                                                   | 6 407                                             |                                                   |
| 1995 | 1995                                              |                                                   | 6 223                                             |                                                   |
| 2000 | 2000                                              |                                                   | 5 880                                             |                                                   |
| 2005 | 2005                                              |                                                   | 5 619                                             |                                                   |
| 2010 | 2010                                              |                                                   | 5 394                                             |                                                   |
| 2015 | 2015                                              |                                                   | 5 110                                             |                                                   |
| 2020 | 2020                                              |                                                   | 4 689                                             |                                                   |
| Anm: Uppgifterna avser förhållandena den 31 december nämnda år enligt områdesindelningen den 1 januari 2022. |                                                   |                                                   |                                                   |                                                   |

### Språk
Befolkningen efter språk (modersmål) den 31 december 2022. Finska, svenska och samiska räknas som inhemska språk då de har officiell status i landet. Resten av språken räknas som främmande. För språk med färre än 10 talare är siffran dold av Statistikcentralen på grund av sekretesskäl.
| Språk                        | Talare 2022-12-31 | Talare 2022-12-31 |
| Språk                        | Antal             | Andel (%)         |
| ---------------------------- | ----------------- | ----------------- |
| Hela befolkningen            | 4 540             | 100,0             |
| Inhemska språk totalt        | 4 353             | 95,9              |
| Finska                       | 4 335             | 95,5              |
| Svenska                      | 18                | 0,4               |
| Främmande språk totalt       | 187               | 4,1               |
| Ryska                        | 34                | 0,7               |
| Thailändska                  | 31                | 0,7               |
| Ukrainska                    | 24                | 0,5               |
| Estniska                     | 24                | 0,5               |
| Singalesiska                 | 11                | 0,2               |
| Urdu                         | 11                | 0,2               |
| Vietnamesiska                | 11                | 0,2               |
| Språk med färre än 10 talare | 41                | 0,9               |

|  | Finska (95,5 %) |

|  | Svenska (0,4 %) |

|  | Främmande språk (4,1 %) |

|  | Finska (95,5 %) |

|  | Svenska (0,4 %) |

|  | Främmande språk (4,1 %) |